# Tabimorelin
Tabimorelin (NN-703) je lek koji deluje kao potentan, oralno aktivan stimulator izlučivanja hormona rasta koji oponaša dejstvo endogenog peptidnog agonista grelina. On je bio jedan od prvih GH izlučivača. U velikoj meri je sličan polipeptidu, mada je oralno aktivan. Tabimorelin proizvodi znatna povećanja nivoa faktora rasta i IGF-1, zajedno sa manjim prolaznim povećanjem nivoa drugih hormona kao što su ACTH, kortizol i prolaktin. Međutim, kliničko dejstvo na deficit hormona rasta odraslih osoba je ograničen. Samo pacijenti sa najtežim GH-deficitom su pokazali poboljšanje, i utvrđeno je da tabimorelin deluje kao CYP3A4 inhibitor te da stoga može da izazove nepoželjne interakcije sa drugim lekovima.

## Spoljašnje veze
|  | Molimo Vas, obratite pažnju na važno upozorenje u vezi sa temama iz oblasti medicine (zdravlja). |